# Archichlora jacksoni
Archichlora jacksoni is een vlinder uit de familie spanners (Geometridae). De wetenschappelijke naam van deze soort is voor het eerst geldig gepubliceerd in 1971 door Carcasson.
De soort komt voor in tropisch Afrika.